# 金色同盟
《金色同盟》（英語：Golden Son，又名《黄金之子》）是美国作家皮尔斯·布朗2015 年出版的科幻小说，是他的《红色崛起》三部曲中的第二部。
《金色同盟》是2014年的《红色觉醒》的续集，其中戴罗（Darrow）继续执行他从金督（Golds）内部将其瓦解的计划。它登上了《纽约时报》畅销书排行榜第6名，并获得了2015年科幻小说Goodreads Choice Award。
继《金色同盟》之后，该系列的第三部小说《银色新生》于 2016 年 2 月出版。